# 保罗·法默

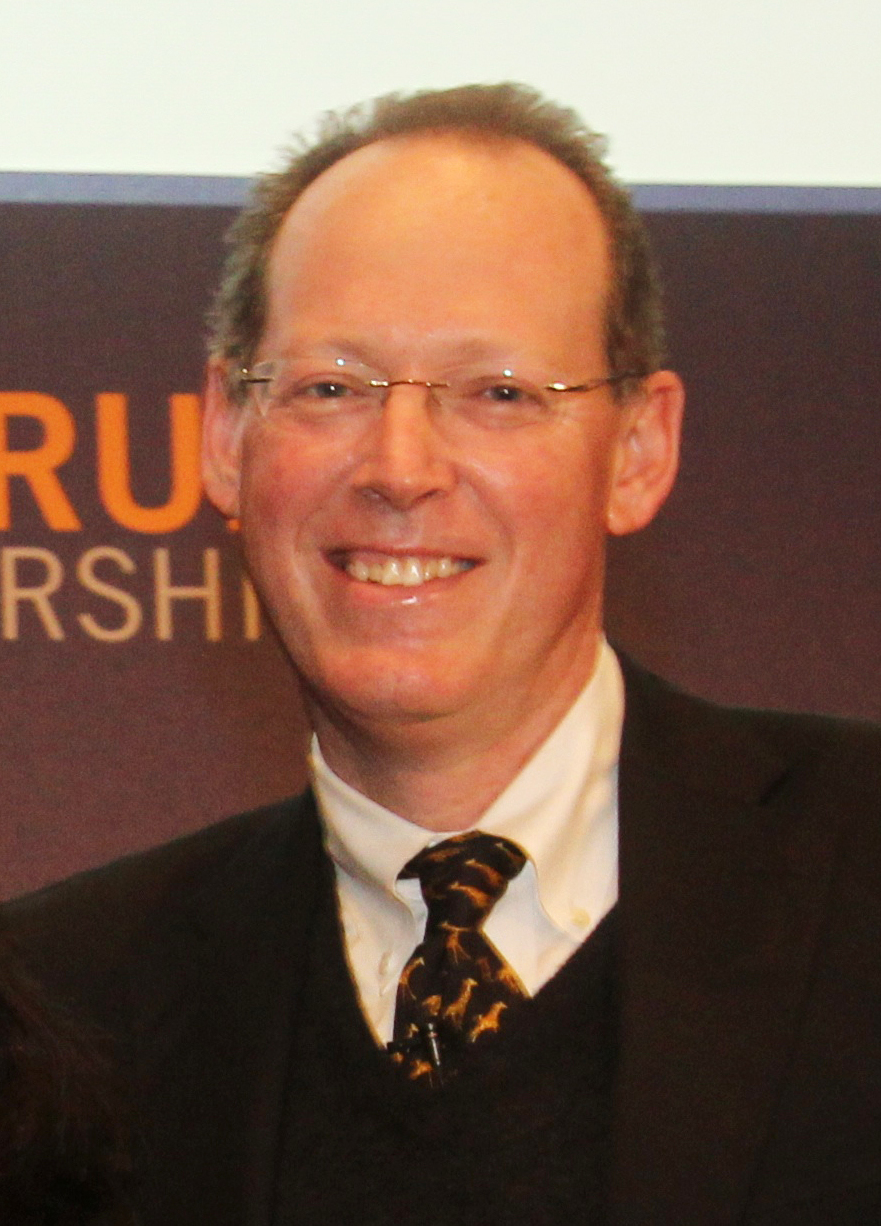
保罗·法默

保罗·爱德华·法默(1959年10月26日 - 2022年2月21日) 是美国醫療人類學學者和医生，曾任哈佛大学校级教授和哈佛医学院全球健康与社会医学系主任。他曾任布莱根妇女医院医学教授和全球健康公平部主任。他死于心脏病。